# Optimisation continue
En optimisation mathématique, l'optimisation continue est l'étude des problèmes d'optimisation où le domaine admissible du problème et les fonctions associées sont continues. Ainsi, contrairement à l'optimisation discrète, ces problèmes peuvent être résolus avec les outils de l'analyse.

## Problème
Un problème d'optimisation continue va se formuler de façon suivante : sur un ouvert {\displaystyle U\in \mathbb {R} ^{n}}, on considère l'ensemble
{\displaystyle D=\lbrace \mathbf {x} \in U/\forall i\in [\![1,p]\!],\varphi _{i}(\mathbf {x} )\leqslant 0,\forall j\in [\![1,q]\!],\psi _{j}(\mathbf {x} )=0\rbrace }
On cherche alors la solution du problème :
{\displaystyle \min _{\mathbf {x} \in D}f(\mathbf {x} )}
Dans ce cas, la fonction-coût f, les fonctions contraintes d'inégalité ϕ1, ..., ϕp, et les fonctions contraintes d'égalité ψ1, ..., ψq sont continues.

## Exemples
- Programmation linéaire
- Programmation quadratique
- Programmation convexe